# Just One
Just One es un juego de mesa cooperativo para entre tres y siete jugadores creado por los diseñadores de juegos Ludovic Roudy y Bruno Sautter y publicado en 2018 por Repos Production. Existe una edición en español publicada por la editorial Asmodee.
En Just One todos los jugadores deben cooperar para que uno de ellos adivine una palabra predeterminada. Para ello, deberán escribir en unos atriles una pista, teniendo en cuenta que si dos o más jugadores coinciden esas pistas se eliminan y el «adivino» no podrá verlas. Por este motivo los jugadores deben intentar aportar pistas que, sin ser tan extrañas que no sirvan como ayuda, tampoco sean tan obvias como para que coincidan en ellas otros jugadores.

## Premios y nominaciones

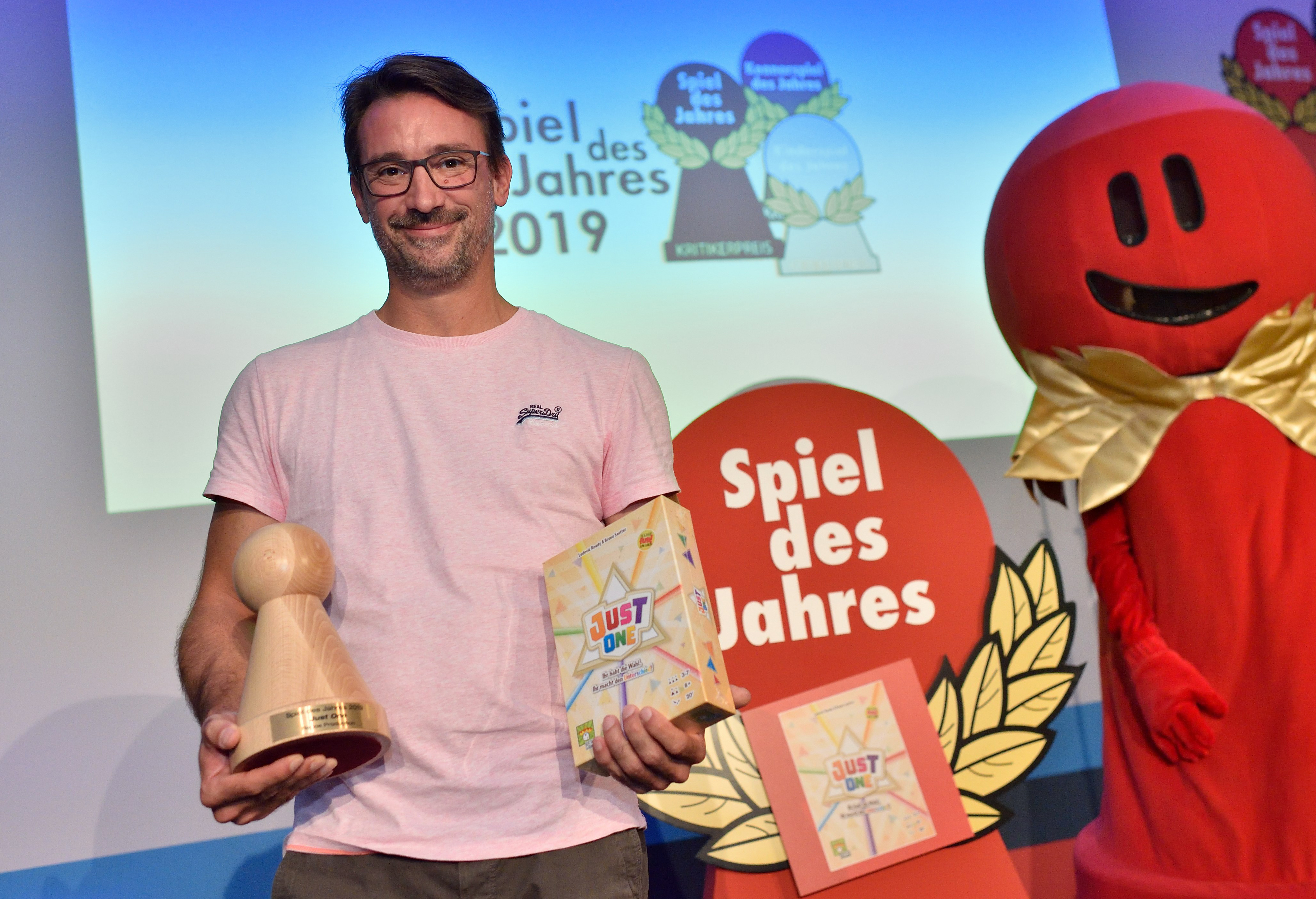
Bruno Sautter recibiendo el premio Spiel des Jahres 2019 por Just One

Entre otras distinciones, Just One ha obtenido las siguientes:
- 2019 Nominado al premio Tric Trac.
- 2019 Ganador del premio Spiel des Jahres.
- 2019 Recomendado por el premio Juego del Año.
- 2019 Nominado al International Gamers Award en la categoría de estrategia general multijugador.
- 2018 Nominado al premio Meeples Choice Award.
- 2018 Nominado al premio Golden Geek en la categoría de mejor juego de sociedad.
- 2018 Nominado al premio Golden Geek en la categoría de mejor juego cooperativo.